# WISE J224607.57-052635.0
WISE J224607.57-052635.0（短くW2246-0526とも）は、ELIRGに分類される銀河である。2015年に、全宇宙で最も明るい銀河であると発表された。この銀河の明るさは太陽の350兆倍 (349×1012L☉) ほどあり、小さい銀河の融合が影響を与えている。この光はクエーサーによって生み出されており、太陽の100億倍の質量を持つ。クエーサーの超大質量ブラックホール周辺の降着円盤から放出される光は、宇宙塵によって赤外線となる。この銀河は、銀河系よりも大きさが小さいにもかかわらず、銀河系の1万倍にあたるエネルギーを放出している。WISE J224607.57-052635.0 は、地球から125億光年の距離にある。この銀河は、広域赤外線探査衛星 (WISE) を使って発見された。